# دقلديانوس
دقلديانوس (باللاتينية: Gaius Aurelius Valerius Diocletianus) (بالإغريقية: Γάιος Αυρήλιος Βαλέριος Διοκλητιανός) (غايوس أوريليوس فاليريوس دقلديانوس) (22 ديسمبر 242/245 - 3 ديسمبر 311/312) هو الامبراطور الروماني من 284 إلى 305. ولد لعائلة متواضعة في دالماتيا، ترقى في مناصب الجيش إلى أن أصبح قائدًا للخيالة في جيش الإمبراطور ماركوس أوريليوس كاروس. بعد وفاة كاروس وإبنه نومريان في أثناء حملتهما على الدولة الساسانية. تُوّج دقلديانوس إمبراطورًا. رفض ابن كاروس الآخر كارينوس الاعتراف بدقلديانوس، لكن دقلديانوس هزمه وقضى عليه.
عززت فترة دقلديانوس استقرار الإمبراطورية وأنهت أزمة القرن الثالث. عيّن زميله في الجيش مكسيميانوس كإمبراطور شريك، في عام 286 تقاسما الإمبراطورية.
حكم دقلديانوس الجزء الشرقي من الامبراطورية بينما مكسيميانوس الجزء الغربي.
قسّم دقلديانوس الامبراطورية مرة أخرى في 1 مارس 293 عندما عيّن غاليريوس وقسطنطيوس كأباطرة معاونين له ولمكسيميانوس وأعطاهم لقب قيصر.
في ظل الحكم الرباعي من الناحية النظرية، كل إمبراطور كان يحكم الربع من الإمبراطورية. قام دقلديانوس بتأمين حدود الإمبراطورية وقضى على كل ما كان يعتبره تهديداً لسلطته. شنَّ حملات عسكرية ما بين 285 و 299 تغلب فيها على السارماتيين والداقيين وتغلب أيضاً على الألامانيون عام 288, وهزم المتمردين المطالبين للعرش في مصر ما بين 297 و 298.
شن غاليريوس بمساعدة دقلديانوس حملة عسكرية ناجحة على الفرس، بحلول 299 تمكن فيها من تخريب ونهب عاصمتهم المدائن، وقاد مفاوضات السلام مع الساسانيين وتمكن فيها من إحراز اتفاقية سلام لصالح روما.
قام دقلديانوس بفصل وتوسيع خدمات الإمبراطورية المدنية والعسكرية وأعاد تنظيم تقسيمات الإمبراطورية الإدارية، مؤسسًا بذلك أكبر وأكثر حكومة بيروقراطية في تاريخ الامبراطورية الرومانية. تم في عهده إنشاء مراكز إدارية جديدة في نيقوميديا، ميديولانوم، سيرميوم وتريرفورم، ومن الملاحظ أن هذه المراكز أكثر قرباً للحدود من العاصمة التقليدية روما. وبناء على اتجاه القرن الثالث نحو الاستبداد، نصّب نفسه كأوتوقراط، جاعلًا نفسه فوق العامة فارضًا سلطته عليهم. تسبب نمو المؤسسات البيروقراطية وازدياد الحملات العسكرية ومشاريع البناء الضخمة في زيادة مصروفات الدولة واستلزم هذا الإصلاح الضريبي. من عام 297 على الأقل فصاعدًا، تم توحيد معايير النظام الضريبي وجعله أكثر إنصافًا وصار يفُرض بمعدلات أعلى.
لم تكلل كل خطط دقلديانوس بالنجاح مثلًا: مرسوم الحد الأقصى للأسعار (301م)، والغرض من هذا المرسوم كان الحد من التضخم عن طريق التحكم بالأسعار وكانت له نتائج عكسية وسرعان ما انتهى بالفشل. على الرغم من أن نظام الحكم الرباعي كان فعالًا عندما كان إمبراطوراً لكنه انهار بعد أن تنازل عن العرش بسبب تنافس قسطنطين ومكسنتيوس. واللذان كانا أبناء قسطنطينوس ومكسيميانوس. فشل اضطهاده للمسيحية والذي كان أكبر وآخر موجة اضطهاد للمسيحية في الإمبراطورية الرومانية في القضاء عليها. وبعد 324م أصبحت المسيحية الديانة المفضلة للإمبراطورية في عهد قسطنطين. على الرغم من فشل بعض مخططاته، غيرت إصلاحات دقلديانوس الإمبراطورية من الناحية الإدارية والتنظيمية وساعدت في استقرار الإمبراطورية اقتصادياً وعسكرياً وأطالت عمر الإمبراطورية على الرغم من أنها كادت أن تنهار في شبابه. دقلديانوس تنازل عن العرش الإمبراطوري بسبب مرضه في 1 مايو 305م، ليصبح أول إمبراطور روماني يتنازل عن عرشه طوعاً. بعد تنازله عاش في قصره على ساحل دالماتيا منشغلًا في سقاية حدائق قصره والذي أصبح لاحقاً نواة مدينة سبليت في كرواتيا حاليًا.

## النشأة

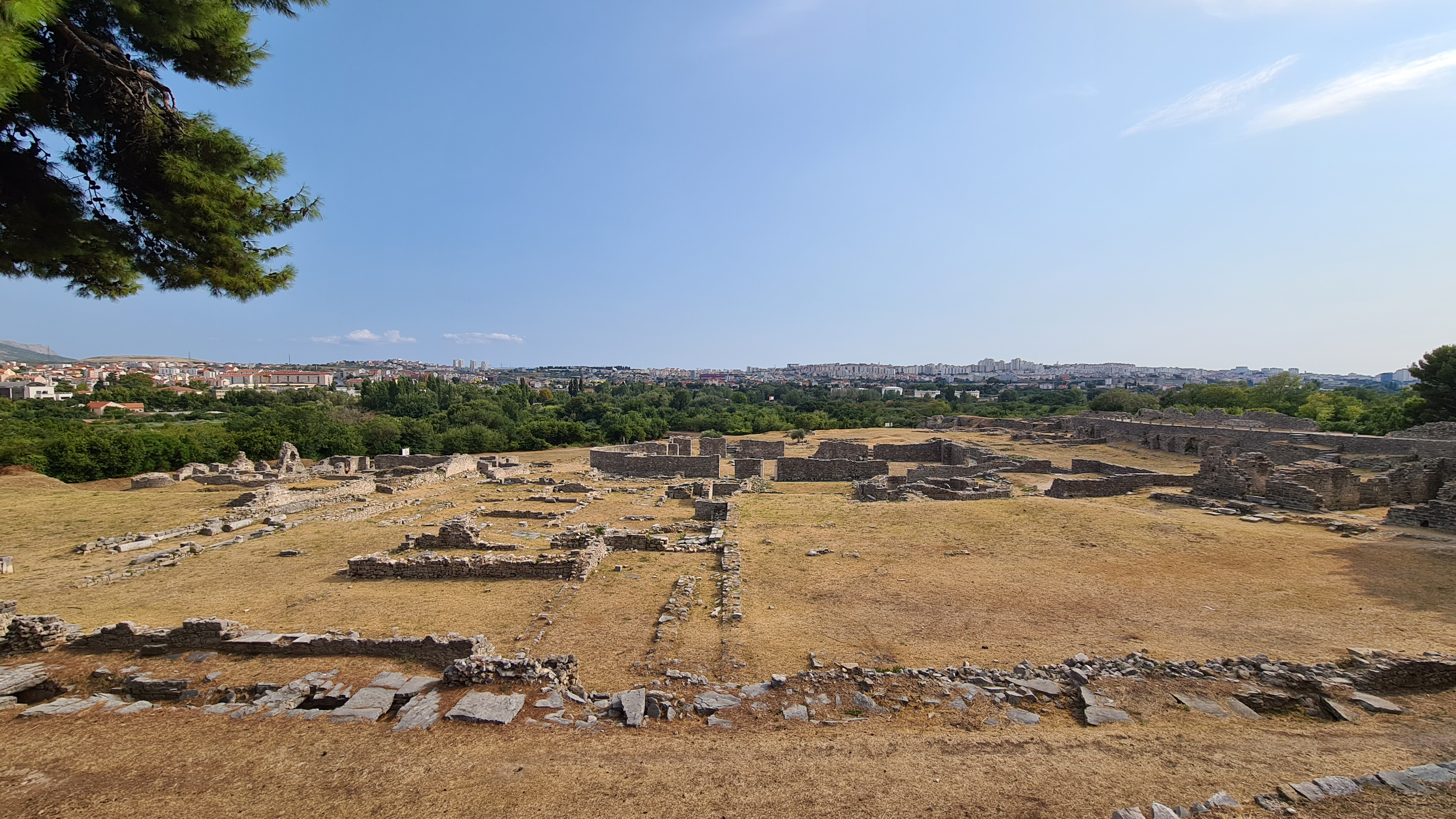
جزء من اثار سالونا القديمة

ولد قُرب مدينة سالونا بولاية دالماشيا بإقليم إيليريا المطلّ على البحر الأدرياتي غرب كرواتيا، لعائلة إغريقية، وكان بذلك قادراً على التحدث باللاتينية والإغريقية بطلاقة. سماه والداه بالاسم الإغريقي ديوقلز (Diocles)، أو ربما كان اسمه ديوقلز فاليريوس (Diocles Valerius). أخذ المؤرخ تيموثي بارنر بيوم ميلاده الرسمي 22 ديسمبر كيوم فعلي لميلاده. لكن المؤرخين الآخرين ليسوا على يقين بذلك. وتقدر سنة مولده بين اعوام 242 و245 وفقاً لبيان يفيد بوفاته بعمر الثامنة والستين. كان والداه فقيران; كتب أوتروبيوس «بأن معظم الكُتاب قالوا بأنه كان ابناً لنساخ، لكن بحسب آراء بعضهم أن أباه كان معتوقاً من سيناتور اسمه أنولينوس.» السنين الأربعين الأولى لحياة دقلديانوس تظل نوعاً ما مجهولة. يذكر المؤرخ البيزنطي جوان زوناراس بأنه كان دوكس مويسيا. أي قائد القوات في أسفل نهر الدانوب. ذكر كتاب هستوريا أوغوستا والذي عادة لا يعُتمد عليه بأنه خدم في بلاد الغال، لكن هذه الرواية لا تدعهما المصادر الأخرى ويتم تجاهلها من قبل المؤرخين المعاصرين لتلك الفترة. أول مرة تم تحديد مكان دقلديانوس بدقة كان عام 282 عندما جعله الإمبراطور كاروس قائداً للحرس الداخلي وهي فرقة فرسان من النخبة مرتطبة مباشرة بالأسرة الإمبراطورية - وهذا المنصب أكسبه شرف منصب القنصل عام 283. وشارك أيضاً في الحملة التي شنها كاروس على الفرس.

### وفاة نومريان
توفي كاروس في أثناء حربه ضد الفرس في ظروف غامضة. – ويعُتقد بأنه إما ضربه البرق أو قتله الفُرس. ترك لولديه نومريان وكارينوس لقب أغسطس. سارع كارينوس بالذهاب إلى روما من منصبه في بلاد الغال كمفوض إمبراطوري ووصل إليها في يناير 284، ليصبح إمبراطوراً في الغرب. بينما بقي نومريان في الشرق. كان الانسحاب الروماني من اراضي الدولة الساسانية منظماً. ولم يتمكن الملك الساساني بهرام الثاني من ان يطاردهم وذلك لانشغاله في قمع الثورات الداخلية. بحلول مارس 284 تمكن نومريان من الوصول لحمص في سوريا وبحلول نوفمبر جاء إلى اسيا الصغرى. في حمص كان نومريان فيما يبدو في صحة جيدة وتم فيها إصدار الوثيقة القانونية الوحيدة المسماة باسمه، لكن بعدما غادرها لاحظت حاشيته التهاب عينيه ومنذ ذلك الحين أصبح يتنقل في عربة مغلقة. وعندما وصل الجيش إلى بيثينيا، لاحظ الجنود رائحة غريبة قادمة من العربة. وعندما فتحوها وجدوا نومريان ميتاً. وصف كلاً من أوريليوس فيكتور وأوتروبيوس موت نومريان بعملية اغتيال.
كشف ابير عن الاخبار رسمياً في نيقوميديا (إزميد) بنوفمبر. نادى قادة واطربونات نومريان بجلسة للنظر في خلافته، اختير فيها ديوقلز كإمبراطور، على الرغم من محاولات ابير لجذب الدعم الشخصي. في العشرين من نوفمبر 284 اجتمع الجيش الشرقي على تل يبعد 5 كيلومترات (3.1 ميل) خارج نيقوميديا. ادى الجيش بالاجماع التحية لديوقلز كأغسطس جديد، وعندما تقبل الرداء الامبراطوري الارجواني. رفع سيفه لأشعة الشمس وأقسم على خلو مسؤوليته من موت نومريان. وأكد بأن ابير هو من قتل نومريان واخفى هذا. وأمام مراى الجيش اشهر ديوقلز سيفه وقتل ابير. وبعد موت ابير بفترة قصيرة غير ديوقلز اسمه لأسم لاتيني اكثر وهو دقلديانوس (Diocletianus). وبالكامل هو، غايوس فاليريوس دقلديانوس (Gaius Valerius Diocletianus).

## موقفه من المسيحية والمسيحيين
حرص دقلديانوس معظم سنوات حكمه على اتباع سياسة تسامح ديني مع المسيحيين، ثم تحولت سياسته ضد المسيحيين في أواخر حكمه، فأصدر دقلديانوس أربعة مراسيم فيما بين سنتي 302-305 م تحث على اضطهاد المسيحيين، وقد شهدت هذه المراسيم حرق الأناجيل والكتب الدينية ومنع المسيحيين من التجمع وهدم الكنائس وقتل أكثر من ألف مسيحي وتحريم القيام بأي صلوات أو طقوس دينية، وقتل كل رجال الدين المسيحي وصادر جميع أملاك الكنيسة وانتهى هذا الاضطهاد الذي قام به الملك المستبد دقلديانوس على يد الملك قسطنطين وسمي عصر الاضطهاد بعصر الشهداء.
أصدر في مارس عام 303 م منشورين متلاحقين بسجن رؤساء الكنائس وتعذيبهم بقصد إجبارهم على ترك دينهم.
كان وقع الاضطهاد شديدا على الأقباط في مصر لدرجة أنهم اتخذوا من سنة 284م وهو تاريخ تولّي دقلديانوس الحكم بداية للتقويم القبطي.

## اعتزال دقلديانوس ومكسيميانوس الحكم
في أول مايو سنة 305 م تنازل دقلديانوس عن العرش هو ومكسيميان، أي بعد سنتين من تاريخ إصدار أول أوامره.
تربّى قسطنطين في بلاط دقلديانوس وهرب إلى بريطانيا وهناك نودي به إمبراطورا على غاليا وإسبانيا وبريطانيا في عام 306 م خلفا لوالده. عبر جبال الألب وانتصر على منافسه مكسنتيوس بن مكسيميانوس شريك دقلديانوس في حكم الغرب عند قنطرة ملفيا على بعد ميل واحد من روما، وقتل هذا مكسنتيوس وجيشه في مياه نهر التيبر في أكتوبر عام 312 م.